# At the Altar
At the Altar er en amerikansk stumfilm fra 1909 af D. W. Griffith.

## Medvirkende
- Marion Leonard som Minnie
- Charles Inslee som Grigo
- Barry O'Moore som Giuseppe Cassella
- Dorothy West
- Herbert Prior